# Krokom/Dvärsätts IF
Krokom/Dvärsätts IF är en fotbollsförening i Krokom i Jämtland, grundad 1955 genom en sammanslagning av Krokoms SK och Dvärsätts AIS. Den är en av Jämtlands största fotbollsföreningar, och har alltid haft en stark förankring i Hissmofors då många bruksarbetare genom åren har fördrivit sin fritid som fotbollsspelare i föreningen. Hemmamatcherna spelas på Hissmovallen. 
År 1983 vann herrarna Division III (dåtidens tredjedivision) och kvalade till Division II mot Degerfors IF, i ett dubbelmöte som slutade oavgjort men Degerfors gjorde flest bortamål. 2008 spelade Krokom/Dvärsätt i Division 3 (femtedivisionen), men rasade därefter i seriesystemet och har sedan 2012 spelat i Division 5 och 6. Damsektionen i föreningen har dock varit desto mer framgångsrik och har sedan 2009 spelat i Division 1 och 2. På damsidan finns även en bred ungdomssektion som fostrat spelare till flicklandslag.
Föreningens mest kända spelare torde vara Olle Håkansson som kom till Krokoms SK från Aspås, och gick sedermera vidare till IFK Norrköping via IFK Östersund. Håkansson var, utan att få spela, en del av den trupp som 1958 tog VM-silver i fotboll för Sverige. 
Matchställen är gröna och vita och föreningen har en egen inmarschlåt; Kom igen K/D, skriven och framförd av Steges.